# Intellowave Even Heat System
Een Intellowave Even Heat System is een systeem in sommige magnetrons. Deze techniek maakt gebruik van speciaal ontworpen openingen in de oven, waardoor de microgolven door de volledige kamer worden gekaatst. Dit voorkomt het ontstaan van staande golven en zorgt ervoor dat het product dat in de oven ligt, gelijkmatig verwarmd wordt.
Magnetrons die deze techniek niet hebben ingebouwd, hebben vaak andere mechanismes zoals een draaiplateau of draaiende antenne om de ongelijkmatige opwarming door staande golven te voorkomen.